# بون-تون
بون-تون (انگلیسی: The Bon-Ton) شرکت خرده‌فروشی آمریکایی است، که در سال ۱۸۹۸ تأسیس شد.